# 甘博斯
15°46′59.5″S 14°05′47″E / 15.783194°S 14.09639°E
甘博斯（Gambos），是個位於安哥拉西南部的城鎮，由威拉省負責管轄，處於希比亞以南，面積8,124平方公里，2011年人口151,375，人口密度每平方公里19人。